# Mamografija
Mamografíja pomeni v medicini rentgensko slikanje dojk. Za namen slikanja se uporablja rentgenska naprava, imenovana mamograf, pri tem pa nastane slika, imenovana mamogram.
Omogoča prikaz mehkih tkiv dojke in je najpomembnejša diagnostična metoda za zgodnje odkrivanje raka dojke.

## Pomanjkljivosti
Glavna ovira mamografije je zmanjšana občutljivost pri dojkah z veliko količino žleznega tkiva ter slabše prepoznavanje določenih tipov raka dojke, kot je invazivni lobularni karcinom. Mamografija ni primerna za pregled vseh žensk v vseh starostnih skupinah. Pri mladih ženskah je dojka gosta in nepregledna, kar onemogoča razlikovanje patoloških sprememb. Mamografija je primerna diagnostična preiskava pri ženskah, starejših od 35 let, ki so si zatipale spremembe v dojkah, ter pri preventivnem pregledu asimptomatskih žensk, starejših od 40 let.
Pregled je lahko za nekatere ženske boleč in neprijeten, saj pri mamografiji pride do stiska dojke, ki je pomemben za boljši prikaz tkiva.